# Dr. Jekyll and Mr. Hyde (videogioco)
Dr. Jekyll and Mr. Hyde (ジーキル博士の彷魔が刻?, Jīkiru Hakase no Hōma ga Toki) è un videogioco a piattaforme in esclusiva per NES, liberamente ispirato al romanzo di Robert Louis Stevenson Lo strano caso del dottor Jekyll e del signor Hyde. È stato distributo nel 1988 in Giappone e nel 1989 in Nord America mentre in Europa non è mai uscito. Il gioco ha avuto un'accoglienza negativa. 

## Trama
Il dottor Henry Jekyll è in procinto di sposarsi con l'amata Miss Millicent. Mentre si dirige verso la chiesa con il suo bastone in mano, molti cittadini, animali e altri ostacoli lo bloccheranno, facendolo arrabbiare. Se la sua rabbia raggiunge un certo livello si trasforma in Edward Hyde, e viene trasportato in una versione parallela della sua città, buia e piena di mostri. Uccidendo questi mostri la sua rabbia si attenua, e alla fine si trasforma di nuovo in Jekyll.
Ci sono due finali possibili:
- Finale normale - se Jekyll raggiunge la chiesa, sposerà Miss Millicent e la scritta "END" comparirà sopra le note della marcia matrimoniale.
- Finale alternativo - se Hyde raggiunge la chiesa, si dovrà affrontare un boss chiamato "Letule". Una volta sconfitto, Hyde si trasformerà in Jekyll ed entrerà nella chiesa. La scena del matrimonio sarà più lunga, e culminerà in bacio tra Jekyll e Millicent. Verrà mostrata la scritta "END", e pochi istanti dopo un fulmine mostrerà la sagoma di quello che sembra essere Mr. Hyde, con una croce inserita nella schiena.

## Modalità di gioco
Il gioco comprende sei livelli, impostati in ordine differente in base alla versione.
- Versione giapponese: City, Park, Alley, Town, Cemetery, Street.
- Versione statunitense: Town, City, Alley, Park, Cemetery, Street.

Il gioco comincia con Dr. Jekyll che esce di casa. Lo scopo è raggiungere la chiesa, che si trova alla fine del sesto livello, Street. Si procede a scorrimento verso destra, e praticamente ogni cosa può danneggiare Jekyll (persone, animali, oggetti). Ogni volta che viene danneggiato la barra della salute si riduce, mentre quella della rabbia aumenta. Se la prima si azzera, Jekyll muore e la partita è finita; se la seconda si riempie completamente, si trasforma in Mr. Hyde. Giocando come Hyde sarà notte, lo schermo scorrerà automaticamente verso sinistra e il livello sarà pieno di mostri. Bisogna ucciderli il più in fretta possibile, per far tornare la barra della rabbia a zero e trasformarsi di nuovo in Jekyll; per farlo Hyde dispone di due attacchi (a differenza di Jekyll, la cui unica arma a disposizione - il bastone - non può eliminare nessun ostacolo ad eccezione delle api), uno a corta distanza (pugni) e uno a lunga distanza (Psycho-Wave).
Se Hyde raggiunge il punto dove Jekyll si è trasformato, un fulmine lo colpirà, uccidendolo istantaneamente.

## Accoglienza
Le recensioni iniziali rivolte a Dr. Jekyll and Mr. Hyde erano inizialmente miste ma con il proseguire degli anni si sono invece attenuate quasi tutte come negative. 
Il titolo è stato il primo gioco ad essere recensito dal sito Something Awful, che l'ha votato -37. Allgame ha dichiarato che «musiche e grafica sono tollerabili, ma i controlli sono così lenti e l'azione così noiosa da renderlo quasi ingiocabile». IGN invece ha elogiato la copertina definendola la terza più spaventosa nel mondo dei videogiochi; il suo autore, Andy Slaven, ha definito il gioco «frustrante», affermando successivamente che le immagini sono «ancora accettabili».

## Curiosità
Il tema della schermata del titolo è presente, identico, nella versione NES di Rygar, di due anni precedente a Dr. Jekyll and Mr. Hyde.